# Chiesa di Sant'Elena e Costantino
La chiesa e oratorio dei Santi Elena e Costantino o della Madonna di tutte le Grazie è un ex edificio religioso che si trova nel centro di Palermo e si affaccia su piazza della Vittoria, a pochi passi dalla cattedrale e dal Palazzo dei Normanni. 
Oggi la chiesa e l'oratorio, cui si accede dallo scalone presso il cortile, non sono più adibiti a funzioni di culto, ma ad usi civili, e dal 1997 sono nella disponibilità dell'Assemblea regionale siciliana.

## Storia
- 1183, Primitiva chiesa di San Costantino della Calca o chiesa di San Costantino del Plano[2]
- 1568, Chiesa di Santa Maria del Palazzo, denominazione attribuita dal Viceré di Sicilia Francesco Ferdinando d'Avalos, duca di Pescara, in seguito alla collocazione di un'immagine raffigurante Maria Vergine proveniente da Porta dei Patitelli. Altri titoli: Santa Maria del Palazzo, Santa Maria di Monserrato, Santa Maria della Grazia.[3] In epoca spagnola la chiesa è dedicata alla Madonna del Monserrato con affidamento all'omonima Confraternita, successivamente trasformata in Compagnia, che vi rimase fino al 1832. In seguito la chiesa fu assegnata alla Compagnia della Carità che vi rimase fino al 1944.
- 1587, Avvio costruzione della nuova chiesa[4] vicino al sito su cui sorgeva la chiesetta normanna. Le trasformazioni tattico - militari dettano l'ampliamento del Piano del Palazzo, fase durante il quale è realizzata la piazza della Vittoria dedicata al successo conseguito dall'imperatore Carlo V nella campagna contro i musulmani a Tunisi.
- 1602, Il Viceré Lorenzo Suarez Figueroa, duca di Feria, al fine di predisporre una migliore difesa del Palazzo Reale, decreta la demolizione del tempio di età normanna.
- 1700c., Le fabbriche dell'edificio furono oggetto di notevoli trasformazioni con l'aggiunta dell'Oratorio al primo piano.
- XIX secolo, Incendio.
- 1947, La chiesa è sottratta al culto, passando alla Regione Siciliana, e per lungo tempo abbandonata. Parte degli arredi sono custoditi presso il Museo Diocesano. Gli aggregati destinati al culto si trovano all'interno di un immobile più ampio che comprende i locali che ospitarono l'oratorio e la canonica. Destinato ad usi civili, l'intero immobile è spesso indicato come unica struttura dedicata ai Santi Elena e Costantino.
- 1997, Dopo un periodo di inutilizzo,  l'edificio è assegnato all'Assemblea regionale siciliana.

### L'archivio storico
Dopo i restauri, dal 2007 l'ARS vi ha collocato l'Archivio storico parlamentare della Sicilia e il Centro di informazione e documentazione istituzionale.
I documenti dell'Archivio storico, consultabili da parte di studiosi e di cittadini, sono custoditi al piano terreno e conservati all'interno di moderne strutture di innovativa concezione realizzate dall'architetto milanese Italo Rota.

## Interni
- XVII secolo, Sul frontespizio rivolto a nord è documentata la Visione della Santa Croce di Paolo Amato, cappellano della chiesa.[6]

Sull'altare una nicchia plurilobata custodisce la sacra immagine della Madonna con Bambino e Santi. Facevano da corona le raffigurazioni di Sant'Agata, Santa Cristina e in aggiunta quelle di Sant'Elena, Costantino e i Misteri del Rosario su ardesia.
- 1571, Quadro di Santa Maria Maddalena, dipinto commissionato dal viceré d'Avalos.[7] Sono inoltre documentati: una Pietà, una Cappella di Santa Barbara, raffigurazioni della Passione di Gesù.[7]
- ?, Cappella della Madonna di Monserrato.

Una cantoria lignea, dalle linee curve e spezzate, sovrasta l'ingresso. La cappelletta di destra del transetto ospita dei simulacri: Assunta dormiente e Crocifisso.

## Le confraternite
Confraternita della Madonna di Monserrato
- 1568 - 1650.

Compagnia della Madonna di Monserrato
- 1650 - 1832. La Confraternita della Madonna di Monserrato nel 1650 si tramutò in compagnia.

Compagnia della Carità
- 1832 - 1947. La Compagnia della Madonna di Monserrato si sciolse nel 1832 e l'Oratorio con l'annessa chiesetta, entrò nella disponibilità della Compagnia della Carità dedita all'assistenza di indigenti e malati fino al 1947.

## L'Oratorio
- 1690c., Completamento dell'Oratorio al primo piano. La chiesa è dedicata a Sant'Elena Imperatrice, madre dell'imperatore Costantino il Grande, promotrice degli scavi che in Terra santa portarono al ritrovamento della Croce di Gesù Cristo. Costantino, autore dell'Editto di Milano o "Editto di Costantino" con il quale fu concessa la libertà di culto ai Cristiani, pur non essendo santo, dalla Chiesa cattolica è venerato e associato al culto della madre.

Gli affreschi che impreziosiscono la volta e le pareti laterali sono opera di Filippo Tancredi, Guglielmo Borremans e Gaspare Serenari allievo del Borremans. Rappresentano la Visione della Croce, il Ritrovamento della croce, la Battaglia di Ponte Milvio, il Battesimo di Costantino e il Sogno di Costantino, con San Pietro e San Paolo e l'indicazione dei committenti nel cartiglio 1690, raffigurante la visione e la voce che attribuisce all'imperatore il motto «in hoc signo vinces». Nel medesimo ambiente sono dipinti la Storia della vera Croce, Sogno della Santa Imperatrice, Viaggio a Gerusalemme, La distruzione degli idoli, Scavi alla ricerca della Croce, Incontro con il Saladino.
Il pavimento in maiolica reca una composizione pittorica della scuola del Sarzana. Il disegno è attribuito all'architetto del Senato cittadino Andrea Palma dell'Ordine Domenicano. Il tema centrale dell'opera del 1731c., raffigura Costantino in battaglia contro Massenzio.
Sotto il coro è affrescata l'Ultima Cena.
- 1730c., Il battesimo di Costantino, penna e inchiostro bruno su carta bianca documentato nell'Oratorio dei Santi Elena e Costantino e custodita nella Galleria regionale siciliana di «Palazzo Abatellis», opera realizzata da Guglielmo Borremans.

## Monastero di Santa Elisabetta

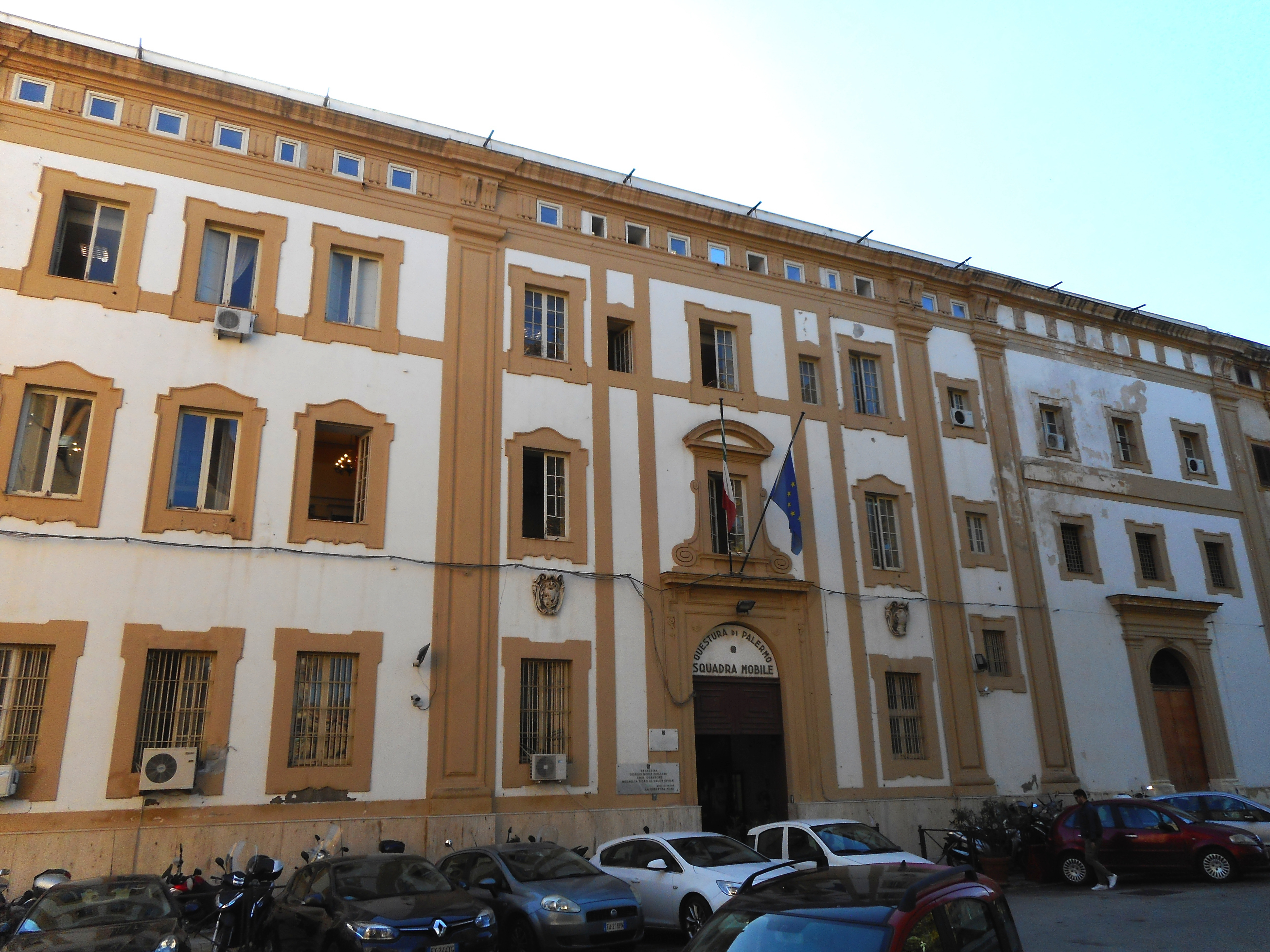
Ex Monastero di Santa Elisabetta

Monastero di Santa Elisabetta: il complesso monumentale è collocato nelle immediate adiacenze. Fu fondato nella seconda metà del XVI secolo e poi ampliato annettendo il convento delle monache del "Terzo Ordine di S.Francesco".
L'edificio è destinato a sede della Squadra Mobile della Questura di Palermo.